# Roger Legras
Roger Legras (ur. 3 maja 1924 w Hawrze, zm. 2 września 2013 w Paryżu) – francuski slawista, tłumacz literatury polskiej na język francuski, a także literatury rosyjskiej (Puszkin, Lermontow).

## Życiorys
Studiował literaturę i filozofię na paryskiej Sorbonie i slawistykę w Ecole des Langues Orientales. Był lektorem francuskiego na Uniwersytecie w Petersburgu i na Uniwersytecie Jagiellońskim. Tłumaczył z języka polskiego na francuski głównie poezję okresu romantyzmu oraz sporadycznie poetów baroku i symbolizmu. Jest autorem m.in. tłumaczenia Pana Tadeusza na język francuski, za które w 1993 otrzymał nagrodę ZAiKS-u. Był aktywnym popularyzatorem polskiej literatury, oraz współorganizatorem wielu imprez promujących polską kulturę we Francji.
21 września 2009 roku, w paryskiej ambasadzie RP, z rąk podsekretarza stanu w MKiDN Tomasza Merty odebrał Złoty Medal „Zasłużony Kulturze Gloria Artis”.
Był mężem Ewy z domu Gajewskiej.
Zmarł 2 września 2013 w Paryżu. Został pochowany na cmentarzu Saint-Ouen.

## Przekłady
- Adam Mickiewicz, Pan Tadeusz, L'Age d'Homme 1992
- Adam Mickiewicz, Sonnets de Crimée suivi de Sonnets d’amour, Orphée/La Différence 1992
- Waldemar Łysiak, Echec à l'empereur, Jean Claude Lattès 1994
- Jan Lechoń, Cramoisi, argent et noir, Orphée/La Différence 1994
- Adam Mickiewicz, Ballades, Romances et autres poèmes, L'Age d'Homme 1998
- Cyprian Norwid, Poèmes, L'Age d'Homme 1999
- Les poètes polonais du „Scamandre”, L'Age d'Homme 2004
- Juliusz Słowacki, Le Roi-Esprit (niewydane)
- Juliusz Słowacki, Beniowski (niewydane)
- Juliusz Słowacki, Génèse de l'Esprit (niewydane)
- Maria Pawlikowska-Jasnorzewska, Poèmes (niewydane)
- Jarosław Iwaszkiewicz, Poèmes (niewydane)
- Janusz St. Pasierb, Poèmes (niewydane)
- Aleksander Wat, Poèmes (niewydane)
- Szereg przekładów (Lechoń, Zegadłowicz, Peiper, Jasieński, Iwaszkiewicz, Pawlikowska-Jasnorzewska, Przyboś, Brzękowski, Ważyk,  Międzyrzecki) [w:] Carl Dedecius, Panorama de la littérature polonaise du XX siècle. Poésie 1/2 Noir sur Blanc 2000.